# Jakob Tschernorisez

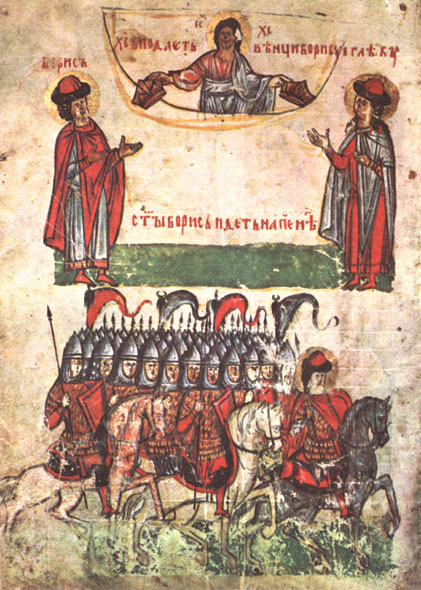
Legende von Boris und Gleb, Silvester-Buch, 14. Jhd.

Jakob Tschernorisez oder Jakob der Mönch (russisch Иаков Черноризец, Мних Иаков) war Verfasser von Texten über Wladimir den Heiligen, Boris und Gleb und Isjaslaw in der zweiten Hälfte des 11. Jahrhunderts.

## Name
Tschernorisez bedeutete Träger eines Mönchsgewandes und war die altrussische Bezeichnung für Mönch.

## Werke
Jakob Tschernorisez werden folgende Werke zugeschrieben:
- Erzählung über die heiligen Boris und Gleb – Сказание о святых страстотерпцах Борисе и Глебе
- Das Leben des heiligen Fürsten Wladimir – Житие блаж. кн. Владимира
- Gedenken an den russischen Fürsten Wladimir, wie sich Wladimir taufen ließ und seine Kinder taufen ließ und die ganze russische Erde von einem Ende bis zum anderen Ende und wie sich die Großmutter Wladimirs Olga taufen ließ vor Wladimir – Память и похвала русскому князю Владимиру, како крестися Владимер и дети своя крести и всю землю Русскую от конца и до конца, и како крестися бабка Владимера Ольга, преже Владимера
- Die Sendung zu Gott von Dmitri (Isjaslaw) – Послание к Божию слузе Дмитрию

Jakob war möglicherweise auch der Verfasser einer altrussischen Übersetzung der
- Regel des Gebetes des Johannes – Правила молитвы Иоанна

Diese Texte sind wichtige Denkmale der altrussischen Literatur. Sie sind die ältesten erhaltenen Darstellungen über Ereignisse des 10. und 11. Jahrhunderts in der Kiewer Rus in altrussischer Sprache und waren eine wichtige Vorlage für die Nestorchronik.
Einige Angaben widersprechen den Darstellungen anderer Chroniken. Zum Beispiel erfolgt bei Jakob Tschernorisez die Taufe Wladimirs vor seinem Zug nach Chersones und Konstantinopel. Die anderen altrussischen und arabischen Quellen berichten übereinstimmend, er habe sich in Konstantinopel taufen lassen.
Daher gelten einige Angaben von Jakob als historisch unsicher.

## Leben
Über die Person des Verfassers gibt es keine weiteren Informationen. Der Autor war Zeitgenosse von Boris und Gleb und von Isjaslaw von Kiew. Die Texte entstanden in der zweiten Hälfte des 11. Jahrhunderts wahrscheinlich in Kiew. Sie zeugen von literarischen Fähigkeiten und guten religiösen Kenntnissen.
Vor 1074 empfahl Igumen (Abt) Feodosij des Kiewer Höhlenklosters als seinen Nachfolger einen Mönch Jakob. Dieser kam vom Fluss Alta (Kloster in Perejaslawl?). Es könnte der Verfasser der Werke gewesen sein.